# Selina Gschwandtner

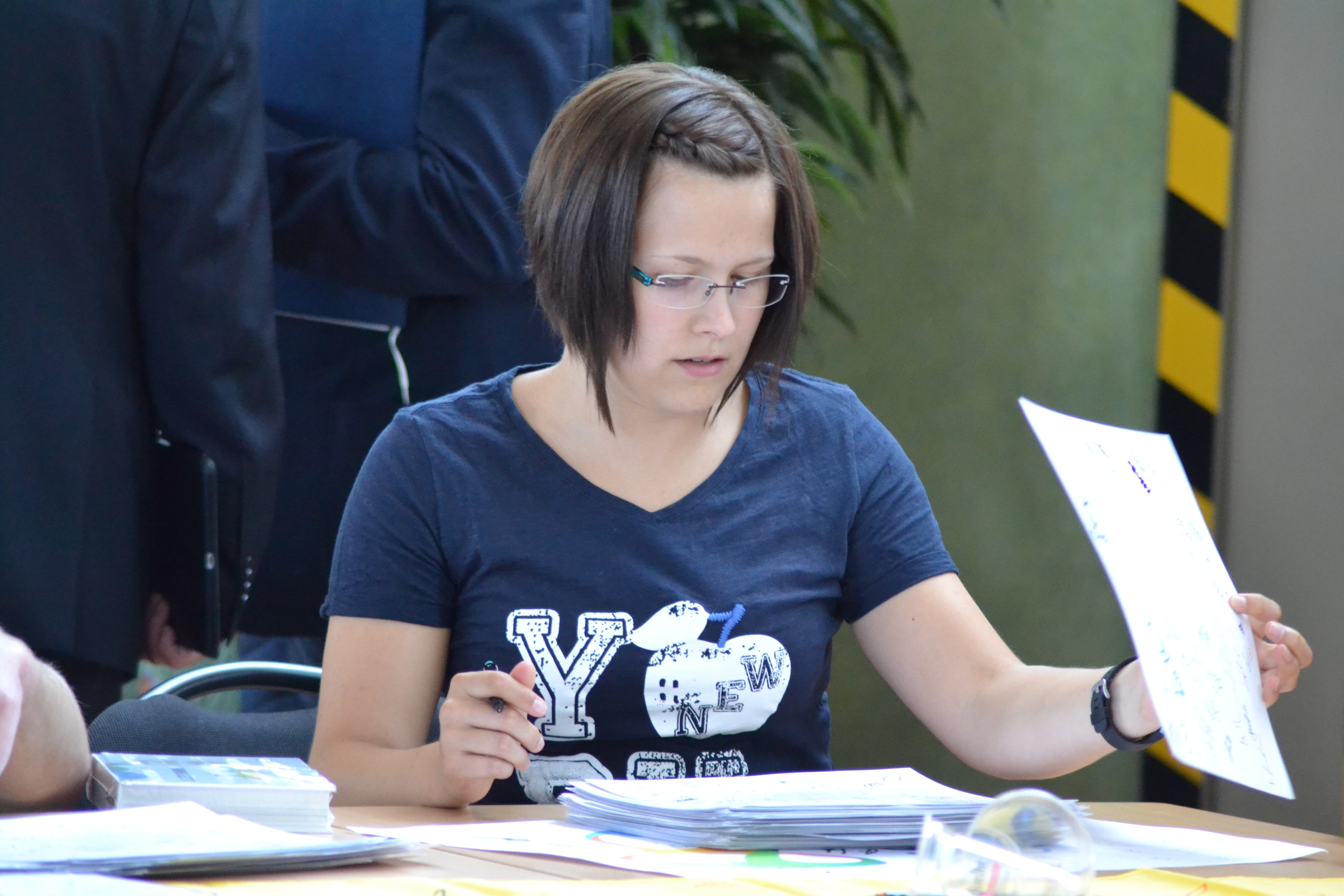
Selina Gschwandtner bei der Olympia-Einkleidung 2016

Selina Gschwandtner (* 18. Mai 1994 in Altötting) ist eine deutsche Sportschützin in den olympischen Disziplinen Luftgewehr 10 m und Kleinkalibergewehr 50 m.
Selina Gschwandtner aus Reischach startet für die HSG München (Heimatverein Altschützen Reischach). Bei den Junioreneuropameisterschaften 2013 gewann sie in der Disziplin Luftgewehr und wurde im Dreistellungskampf mit dem Kleinkalibergewehr Dritte. Im Jahr darauf erhielt sie bei den Juniorenweltmeisterschaften in Granada in beiden Disziplinen die Bronzemedaille. 2015 gewann sie in Arnheim den Europameistertitel mit dem Luftgewehr. Beim Weltcup-Finale 2015 in München siegte sie mit dem Kleinkalibergewehr. 2016 belegte sie beim Weltcup in Rio de Janeiro den dritten Platz mit dem Luftgewehr. Auf der gleichen Anlage werden auch die Schießwettbewerbe bei den Olympischen Spielen 2016 ausgetragen. Selina Gschwandtner ist für die Disziplin Luftgewehr nominiert. In Rio de Janeiro schied sie als 13. des Vorkampfes aus, die ersten acht Schützinnen erreichten das Finale.
Selina Gschwandtner hat 2012 das Abitur abgelegt und studiert Luft- und Raumfahrttechnik an der FH München.